# Thorolf Raftos Minnespris

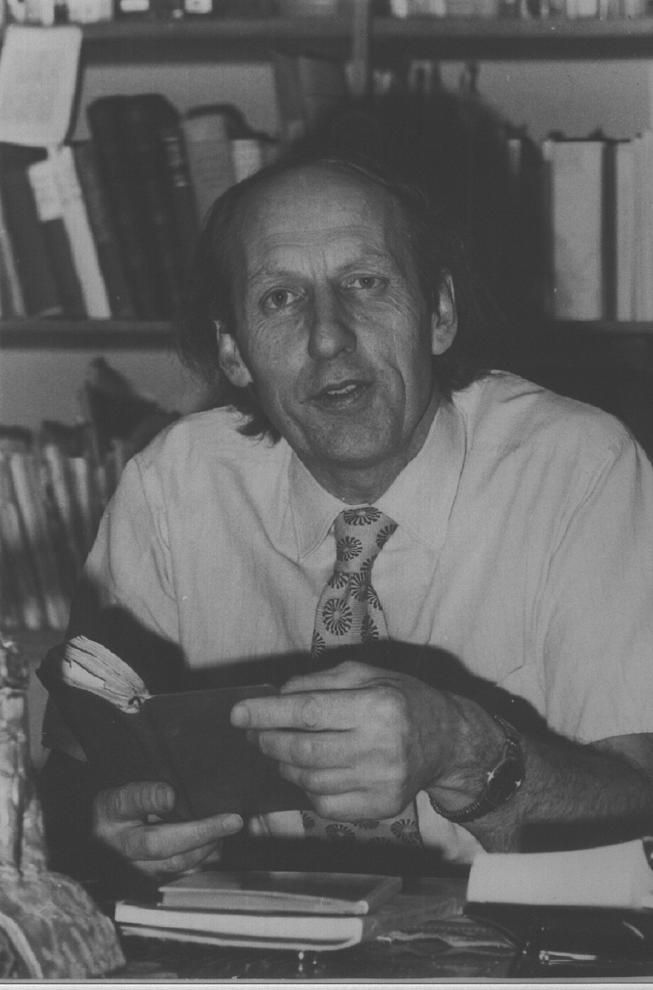
Thorolf Rafto

Thorolf Raftos Minnespris är ett pris som delas ut av Thorolf Raftos Stiftelse för Mänskliga Rättigheter till personer, organisationer eller grupper som kämpar för idéer och principer som följer FN:s kapitel om De mänskliga rättigheterna.
Priset delas ut varje år den första söndagen i november på Den Nationale Scene i Bergen. Den första mottagaren av priset var Jiri Hajek, en tjeckoslovakisk politiker och en av grundarna av Charta 77. 
Raftopriset har delats ut varje år sedan 1987 och har efterhand fått stor internationell uppmärksamhet. Flera av de som fått Raftopriset har senare blivit tilldelade Nobels fredspris (Aung San Suu Kyi, José Ramos-Horta, Kim Dae-jung och Shirin Ebadi).

## Mottagare av priset
- 1987 – Jiří Hájek, Tjeckoslovakien
- 1988 – Trivimi Velliste, Estland
- 1989 – Två mottagare: Doina Cornea, Rumänien och FIDESZ, Ungern
- 1990 – Aung San Suu Kyi, Myanmar
- 1991 – Jelena Bonner, Ryssland
- 1992 – Preah Maha Ghosananda, Kambodja
- 1993 – Folket på Östtimor, (Priset togs emot av José Ramos-Horta)
- 1994 – Leyla Zana, Turkiet
- 1995 – Union of the Committees of Soldiers' Mothers of Russia, Ryssland/Tjetjenien
- 1996 – Palermo Anno Uno, Italien
- 1997 – Det Romska folket, (Priset togs emot av Ian Hancock)
- 1998 – ECPAT, Thailand
- 1999 – Gennadij Grusjevoj, Vitryssland
- 2000 – Kim Dae-jung, Sydkorea
- 2001 – Shirin Ebadi, Iran
- 2002 – Mohammed Daddach, Västsahara
- 2003 – Paulos Tesfagiorgis, Eritrea
- 2004 – Rebiya Kadeer, Från den uiguriska minoriteten i Kina
- 2005 – Lidija Jusupova, Tjetjenien/Ryssland.
- 2006 – Thich Quang Do, Vietnam
- 2007 – National Campaign on Dalit Human Rights, Indien
- 2008 – Bulambo Lembelembe Josué, Kongo-Kinshasa
- 2009 – Malahat Nasibova, Azerbajdzjan
- 2010 – José Raúl Vera López, Mexiko
- 2011 – Sexual Minorities Uganda (SMUG), representerade av Frank Mugisha, Uganda
- 2012 – Nnimmo Bassey, Nigeria
- 2013 – Bahrain Centre for Human Rights, Bahrain
- 2014 – Agora - Pavel Chikov, Ryssland
- 2015 – Ismael Moreno ("Padre Melo"), Honduras
- 2016 – Yanar Mohammed, Irak
- 2017 – Parveena Ahanger och Parvez Imroz, Indien
- 2018 – Adam Bodnar, Polen
- 2019 – Rouba Mhaissen, Syria/Libanon
- 2020 – Egyptian Commission for Rights and Freedom (ECRF), Egypt
- 2021 – Human Rights Data Analysis Group, USA
- 2022 - Nodjigoto Charbonnel, Chad

Priset tilldelas personer, organisationer eller grupper som inte är kända över hela världen. Meningen med detta är att sätta fokus på dem och att därmed göra deras arbete lättare.